# Rolf Gölz
Rolf Gölz (Bad Schussenried, 30 de septiembre de 1962) es un deportista alemán que compitió para la RFA en ciclismo en la modalidad de ruta; aunque también disputó carreras de pista, en las pruebas de persecución.
Participó en los Juegos Olímpicos de Los Ángeles 1984, obteniendo dos medallas, plata en persecución individual y bronce en persecución por equipos (junto con Reinhard Alber, Roland Günther y Michael Marx).
Ganó dos medallas en el Campeonato Mundial de Ciclismo en Pista, oro en 1983 y plata en 1982.
En carretera obtuvo dos victorias de etapa del Tour de Francia (en las ediciones de 1987 y 1988), la victoria en la clasificación general de dos ediciones de la Vuelta a Andalucía (1985, 1987) y en la Flecha Valona de 1988.
Después de su retirada de la competición, fue director deportivo del equipo Gerolsteiner en el año 2005.

## Medallero internacional
| Juegos Olímpicos   | Juegos Olímpicos             | Juegos Olímpicos  | Juegos Olímpicos            |
| Año                | Lugar                        | Medalla           | Competición                 |
| ------------------ | ---------------------------- | ----------------- | --------------------------- |
| 1984               | Los Ángeles (Estados Unidos) | Medalla de plata  | Persecución individual      |
| 1984               | Los Ángeles (Estados Unidos) | Medalla de bronce | Persecución por equipos     |
| Campeonato Mundial |                              |                   |                             |
| Año                | Lugar                        | Medalla           | Competición                 |
| 1982               | Leicester (Reino Unido)      | Medalla de plata  | Persecución individual (A)  |
| 1983               | Zúrich (Suiza)               | Medalla de oro    | Persecución por equipos (A) |

## Palmarés
1985
- Campeonato de Alemania en Ruta
- Vuelta a Andalucía, más 3 etapas
- Florencia-Pistoia

1986
- Giro di Campania

1987
- 1 etapa del Tour de Francia
- Vuelta a Andalucía
- Campeonato de Zúrich
- Tour du Haut-Var, más 2 etapas
- 1 etapa de la Vuelta al País Vasco
- 2 etapas del Midi Libre

1988
- 1 etapa del Tour de Francia
- 1 etapa de la Vuelta a la Comunidad Valenciana
- 1 etapa de la Vuelta al País Vasco
- Flecha Valona

1988 continuación
- Vuelta a Asturias, más 2 etapas
- París-Bruselas
- Vuelta a Irlanda
- Milán-Turín
- Giro del Piamonte

1989
- 2 etapas de la Vuelta a la Comunidad Valenciana
- 1 etapa de la Tirreno-Adriático
- 1 etapa de la Vuelta a Aragón
- Milán-Turín

1990
- 1 etapa de la Vuelta al País Vasco
- 1 etapa de la Dauphiné Libéré
- Trofeo Baracchi

1992
- Hegiberg-Rundfahrt
- Tour del Mediterráneo, más 2 etapas